# Nicolae Neagoe
Nicolae Neagoe, född 2 augusti 1941 i Sinaia i Prahova județ, död 29 april 2023, var en rumänsk före detta bobåkare.
Neagoe blev olympisk bronsmedaljör i tvåmansbob vid vinterspelen 1968 i Grenoble.